# سیارک ۱۱۸۱۷۲
سیارک ۱۱۸۱۷۲ (به انگلیسی: 118172 Vorgebirge، نامگذاری:1989GU6) صد و هجده هزار و صد و هفتاد و دومین سیارک کشف شده‌است که در ۵ آوریل ۱۹۸۹ کشف شد.